# 拉馬爾薩
拉馬爾薩（阿拉伯语：‎ Il Marṣāⓘ）是突尼西亞的沿海城鎮，位於該國東北部地中海沿岸，處於首都突尼斯市東北約18公里，由突尼斯省負責管轄，主要經濟活動有旅遊業，2006年人口65,742。

## 外部連結
- View of La Marsa （页面存档备份，存于）
- Lexicorient （页面存档备份，存于）